# Avoca (Wisconsin)
Avoca ist eine Gemeinde (mit dem Status „Village“) im Iowa County im US-amerikanischen Bundesstaat Wisconsin. Das U.S. Census Bureau ermittelte bei der Volkszählung 2020 eine Einwohnerzahl von 553.
Avoca ist Bestandteil der Metropolregion Madison.

## Geografie
Avoca liegt im Südwesten Wisconsins am Südufer des Wisconsin River, einem linken Nebenfluss des Mississippi. Der am Mississippi gelegene Schnittpunkt der drei Bundesstaaten Minnesota, Iowa und Wisconsin befindet sich 105 km westnordwestlich. Nach Illinois sind es 92 km in südlicher Richtung.
Die geografischen Koordinaten von Avoca sind 43°10′55″ nördlicher Breite und 90°19′28″ westlicher Länge. Das Gemeindegebiet erstreckt sich über eine Fläche von 6,32 km². 
Nachbarorte von Avoca sind Lone Rock (13,6 km östlich), Highland (18,7 km südsüdwestlich) und Muscoda (9,9 km westlich). Am gegenüberliegenden Ufer des Wisconsin River liegt Gotham, das aber über die nächstgelegene Straßenbrücke 23,1 km entfernt liegt.
Die nächstgelegenen größeren Städte sind La Crosse (124 km nordwestlich), Green Bay (296 km nordöstlich), Wisconsins Hauptstadt Madison (85,3 km östlich), Rockford in Illinois (182 km südöstlich), die Quad Cities in Iowa und Illinois (209 km südsüdwestlich) und Cedar Rapids in Iowa (211 km südwestlich).

## Verkehr
Der entlang des Wisconsin führende Wisconsin State Highway 133 verläuft in West-Ost-Richtung als Hauptstraße durch Avoca. Alle weiteren Straßen sind untergeordnete Landstraßen, teils unbefestigte Fahrwege sowie innerörtliche Verbindungsstraßen.
Entlang des Wisconsin River verläuft für den Frachtverkehr eine Eisenbahnlinie der Wisconsin and Southern Railroad, die vom Mississippi nach Madison und von dort weiter nach Milwaukee führt.
Die nächsten Flughäfen sind der La Crosse Regional Airport (135 km nordwestlich), der Dubuque Regional Airport in Dubuque, Iowa (107 km südsüdwestlich) und der Dane County Regional Airport in Wisconsins Hauptstadt Madison (93,9 km östlich).

## Bevölkerung
Nach der Volkszählung im Jahr 2010 lebten in Avoca 637 Menschen in 261 Haushalten. Die Bevölkerungsdichte betrug 100,8 Einwohner pro Quadratkilometer. In den 261 Haushalten lebten statistisch je 2,42 Personen. 
Ethnisch betrachtet setzte sich die Bevölkerung zusammen aus 96,4 Prozent Weißen, 0,2 Prozent Afroamerikanern, 1,7 Prozent Asiaten sowie 0,5 Prozent aus anderen ethnischen Gruppen; 1,1 Prozent stammten von zwei oder mehr Ethnien ab. Unabhängig von der ethnischen Zugehörigkeit waren 1,9 Prozent der Bevölkerung spanischer oder lateinamerikanischer Abstammung. 
24,8 Prozent der Bevölkerung waren unter 18 Jahre alt, 58,6 Prozent waren zwischen 18 und 64 und 16,6 Prozent waren 65 Jahre oder älter. 49,5 Prozent der Bevölkerung war weiblich.
Das mittlere jährliche Einkommen eines Haushalts lag bei 31.000 USD. Das Pro-Kopf-Einkommen betrug 17.790 USD. 23,0 Prozent der Einwohner lebten unterhalb der Armutsgrenze.